# Мота (Кунео)
Мота је насеље у Италији у округу Кунео, региону Пијемонт.
Према процени из 2011. у насељу је живело 93 становника. Насеље се налази на надморској висини од 270 м.